# 谢富治
谢富治（1909年9月26日—1972年3月26日），湖北红安丰岗谢家垱人，中国人民解放军上将，原中国共产党、中华人民共和国政治人物，原副国级领导人。
1930年参加中国工农红军，次年加入中国共产党。曾在红四方面军任排长、副连长、宣传队队长、连政治指导员，团政治处主任、红九军第26师政治部主任、红四方面军总政治部组织部部长、中共川陕省委组织部部长。长征中任红九军政治部主任。抗日战争时期，任八路军129师772团政治处主任、政治委员，第385旅政治委员，太岳军区副司令员、纵队政治委员。第二次国共内战时期，任晋冀鲁豫军区第4纵队政治委员、太岳兵团（陈谢兵团）政治委员，第二野战军第3兵团政治委员。中华人民共和国成立后，任中共川东区委书记、川东军区政治委员，中共云南省委第一书记，西南军区副政治委员，云南军区、昆明军区、人民武装警察部队司令员兼政治委员，中华人民共和国公安部部长，国务院副总理等职。
文化大革命时期，谢富治出任中共北京市委第一书记，北京军区第一政治委员，中央军委办事组成员、中央军委委员等职，为中央文革小组“碰头会”成员。1967年8月，提出“砸烂公检法”，致使全国的公安机关都陷于瘫痪。1972年，谢富治在北京逝世。1980年，中共中央根據中共中央紀律檢查委員會的审查报告，开除谢富治的党籍；撤销谢富治悼词；将谢富治的骨灰由八宝山革命公墓移出。1980年11月20日，「林彪、江青反革命集团」案開始审理，谢富治被认定为主犯之一。

## 生平

### 早年革命生涯
1926年，谢富治在家乡参加农民协会。1927年11月，参加黄麻暴動，失败后回乡躲避。1930年2月，家乡黄安（今红安）变为红色根据地，参加赤卫队，同年参加中国工农红军第一军，次年加入中国共产党。历任红四方面军宣传队队长、连指导员。谢富治曾参与红四方面军肃反，提出“要勇于怀疑一切 ”的口号，张国焘对此口号赞许有加。
1932年10月，随红四方面军主力西征川陕边区，历任团政治处主任、红九军二十六师政治部主任、红四方面军总政治部组织部部长、中共川陕省委组织部部长。参加了川陕苏区反三路围攻和反六路围攻作战。1935年参加红四方面军长征，任红九军政治部主任、中共懋功中心县委书记。到陕北后入抗日红军大学学习。曾积极参与揭批张国焘。

### 抗日战争时期
1937年抗日战争爆发后，任八路军129师772团政治处主任、政治委员。1938年起，谢富治任第129师385旅政治委员。1940年，他参加百团大战，坚守狮脑山阵地，并在战斗中中毒。此后，谢富治又担任中共太行第六地委书记。
1942年，谢富治任太岳军区副司令员。1942年7月，太岳纵队发动沁源围困战，以消耗战蚕食日军，最终占领沁源。次年，率领太岳纵队发动秋季战役。该年年底，陈赓离开太岳山区前往延安，谢富治代理司令员。

### 第二次国共内战时期
1945年8月，日本宣布无条件投降。次月，太岳军区主力组成晋冀鲁豫野战军太岳纵队，谢富治任纵队政治委员。9月，率部参加上党战役，该部队共歼灭国军1万4千余人，俘虜国军第19军军长史泽波等人。1945年12月，谢富治担任第八纵队司令员，后改任第四纵队政治委员。1946年7月，谢富治与陈赓配合，率部在闻喜、夏县地区全歼胡宗南部第31旅。8月9日，全歼国军第39师、第69师共一万两千余人，占领五座县城。9月底，在临浮战役中全歼胡宗南部精锐部队、号称“天下第一旅”的国民革命军第1军第1师第1旅，俘虜旅长黄正诚。11月至次年1月，发动晋西南战役、汾孝战役，率部策应保卫延安，配合晋绥部队进军吕梁地区，歼灭国军两万六千余人。1947年7月，晋冀鲁豫野战军第4纵队和晋冀鲁豫野战军第9纵队、第38军组成陈谢兵团，南下黄河进入河南。
1947年8月，谢富治与陈赓率部截断陇海铁路。至10月下旬，歼灭国军3万余人，占领县城15座。年底，配合华东野战军出击平汉线，占领23座县城、歼灭上万余国军部队。1948年，率部与国军在洛阳交手，两次易手后，解放军最终占领河南洛阳。同年5月，发动宛西战役、宛东战役，建立豫陕鄂解放区。10月，率部占领郑州。11月，陈谢兵团参加淮海战役，全歼国军第12兵团。1949年，谢富治任第二野战军三兵团政治委员，参加渡江战役，后率部进军大西南，攻占重庆。

### 中华人民共和国成立后

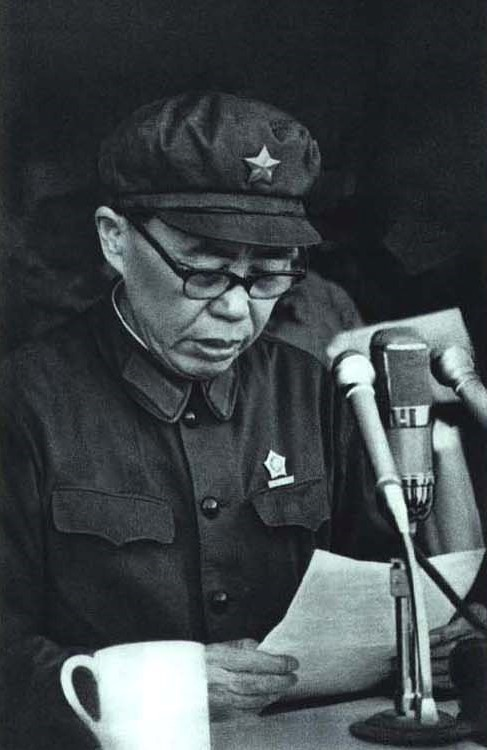
谢富治在1967年4月20日北京市革命委员会成立会上

1949年12月，谢富治兼任中共川东区委书记、川东军区政治委员。1952年7月任中共云南省委书记，1956年7月任省委第一书记，1954年2月任西南军区副政委、云南军区（后为昆明军区）司令员兼政委，1955年3月任昆明军区司令兼政委。1955年被授予中国人民解放军上将军衔。1956年被选为中共第八届中央委员，1958年12月任人民武装警察部队（1962年改为公安部队）司令兼政委，1959年9月任公安部部长，1960年5月任中央保密委员会主任，1963年4月任国务院内务办公室主任，1965年1月任国务院副总理。是三届国防委员会委员。
1966年“文化大革命”开始后，于8月被补选为中共中央书记处书记、政治局候补委员。1967年3月任中共中央军委常委，4月任北京市革命委员会主任、5月任北京军区政委、北京卫戍区第一政委。並於同年8月7日在公安部全體幹部大會上作出講話，否定建國以來公檢法的工作，指各地的公檢法機關都是走資本主義道路，其实就是为了打击周恩来的势力。並把責任歸究於羅瑞卿、劉少奇等人，並發出砸爛公檢法的呼籲。後來，謝富治聯同康生，製造了「羅瑞卿為首的地下黑公安部案」。1969年4月被选为中共九届中央委员、中央政治局委员。
1971年，华北会议后，北京市委第一书记李雪峰和北京军区司令员郑维山被撤职；随后，谢富治任中共北京市委第一书记、1月北京军区第一政委。
1972年3月，谢富治因胃癌在北京逝世。
1980年10月16日，中共中央根據中共中央紀律檢查委員會的审查报告，开除谢富治的党籍；撤销谢富治悼词；将谢富治的骨灰由八宝山革命公墓移出。1980年11月20日，「林彪、江青反革命集团案」開始受审，谢富治被判为主犯之一。1981年1月25日，中华人民共和国最高人民法院特别法庭确认他为「林彪、江青反革命集团」的主犯。由于已经死亡，其刑事责任不予追究。

## 家庭
谢富治夫人刘湘屏，1920年9月生，山西解县人。抗战初期结婚。中华人民共和国成立后，任川东行署民政厅副厅长、党委书记，昆明市委第二书记，农机部计划财务司司长，八机部综合局局长，一机部革委会副主任，1973年任卫生部部长。1976年10月撤职，1985年被开除党籍。是中共第十届中央委员。2017年病逝。
女谢小沁（曾改名刘小沁），人民文学出版社《当代》杂志编辑，已经退休。
子谢铁牛(谢国庆)。